# 주세페 토렐리
주세페 토렐리(Giuseppe Torelli, 1658년 4월 22일 ~ 1709년 2월 8일)은 이탈리아의 바로크 시대 바이올린 연주자이자 작곡가이다.
기악 협주곡 형식, 특히 합주 협주곡과 독주 협주곡의 발달에 기여한 것으로 명성이 높은데 현악과 통주저음에 대해 더욱 그러하다. 트럼펫 음악 작곡가로서도 명성이 높다.

## 생애
토렐리는 베로나에서 태어났다. 자코모 안토니오 페르티에게 작곡을 배웠으며, 레오나르도 브루그놀리나 바르톨로메오 로렌티의 제자였을 것으로도 여겨진다. 1684년 6월 27일, 26세의 나이로 수오나토레 디 비올리노suonatore di violino로서 아카데미아 필라르모니카의 회원이 되었다. 그는 1686년부터 산 페트로니오 대성당에 비올라 연주자로 고용되어 1695년 혹은 1696년 1월까지 머물렀다. 1687년 주세페 코르시 다 첼라노는 파르마에 있는 산타 마리아 델라 스테카타의 성소에서 토렐리의 작품번호 3번 곡을 연주했다. 1698년에는 그는 브란덴부르크안스바흐 후작 게오르크 프리드리히 2세의 궁정에서 지휘를 맡아 1699년 12월 빈으로 떠나기 전까지 디아펠라가 작곡한 아이디어 드라마티카를 포함해 카스트라토 프란체스코 안토니오 피스토치를 위해 관현악단을 지휘한다. 1701년 2월 이전에 볼로냐로 돌아왔는데, 재결성되어 산 페트로니오에서 그의 전 작곡 스승인 페르티가 지휘하던 카펠라 뮤지컬에 바이올린 연주자로 등록되었다.
그는 1709년 2월 8일 볼로냐에서 50세의 나이로 사망했다.
주세페의 동생 펠리체 토렐리는 볼로냐의 화가로, 이후 클레멘티나 미술관의 창립 회원이 되었다. 주세페의 많은 제자 중 가장 주목할 만한 사람은 프란체스코 만프레디니라고 평가받는다.